# Giacomo Nizzolo
Giacomo Nizzolo (* 30. ledna 1989) je italský profesionální silniční cyklista jezdící za UCI ProTeam Q36.5 Pro Cycling Team.

## Kariéra

### Leopard Trek (2011–2018)
Nizzolo získal své první vítězství ve World Tour v srpnu 2012 v páté etapě Eneco Tour. Nizzolo začal sprintovat 300 m před cílem a byl skoro předstihnut Jürgenem Roelandtsem (Lotto–Belisol), jenž si myslel, že vyhrál, ale cílová fotografie prokázala, že se vítězem stal Nizzolo.
Nizzolo vyhrál bodovací soutěž na Giru d'Italia dvakrát za sebou v letech 2015 a 2016, ačkoliv nevyhrál ani jednu etapu.
V srpnu 2018 byl jmenován na startovní listině Vuelty a España, kde se dostal na pódium ve 3 etapách.

### Team Dimension Data (2019–2021)
21. září 2018 podepsal Nizzolo dvouletý kontrakt s Teamem Dimension Data. Poprvé ve své profesionální kariéře tak změnil tým. V červenci 2019 byl jmenován na startovní listině Tour de France 2019. V roce 2020 se Nizzolo stal národním šampionem a mistrem Evropy v silničním závodu. V srpnu 2020 byl jmenován na startovní listině Tour de France 2020. V listopadu Nizzolo prodloužil svůj kontrakt s týmem NTT Pro Cycling o 1 rok, do konce sezóny 2021.
21. května 2021 vyhrál Nizzolo po 11 druhých místech svou první etapu na Giru d'Italia, kde v závěru třinácté etapy ve Veroně přesprintoval Edoarda Affiniho. Získal tak svůj první etapový triumf na Grand Tours.

### Israel–Premier Tech (2022–2023)
Před sezónou 2022 Nizzolo podepsal dvouletý kontrakt s týmem Israel Start-Up Nation, později přejmenovaným na Israel–Premier Tech poté, co jeho dosavadní tým, Team Qhubeka NextHash, zanikl kvůli finančním problémům.

### Q36.5 Pro Cycling Team (2024–)
V srpnu 2023 bylo oznámeno, že Nizzolo podepsal dvouletou smlouvu s UCI ProTeamem Q36.5 Pro Cycling Team od sezóny 2024.

## Hlavní výsledky
2010
9. místo Gran Premio della Liberazione
2011
Bayern–Rundfahrt
vítěz 5. etapy
2. místo ProRace Berlin
3. místo Rund um Köln
5. místo GP Ouest–France
5. místo Trofeo Magaluf–Palmanova
9. místo Trofeo Cala Millor
2012
Tour de Wallonie
 celkový vítěz
 vítěz soutěže mladých jezdců
vítěz 3. etapy
Eneco Tour
 vítěz bodovací soutěže
vítěz 5. etapy
Tour du Poitou-Charentes
vítěz 3. etapy
3. místo Vattenfall Cyclassics
Ster ZLM Toer
5. místo celkově
5. místo Le Samyn
7. místo GP Ouest–France
9. místo Scheldeprijs
2013
Tour de Luxembourg
 vítěz bodovací soutěže
vítěz etap 2 a 3
Volta ao Algarve
 vítěz bodovací soutěže
2. místo GP Ouest–France
2014
Tour de San Luis
vítěz 3. etapy
Tour de Wallonie
vítěz 2. etapy
2. místo Vattenfall Cyclassics
3. místo Paříž–Bourges
7. místo Brussels Cycling Classic
9. místo GP Ouest–France
2015
vítěz Gran Premio Nobili Rubinetterie
Giro d'Italia
 vítěz bodovací soutěže
3. místo Vattenfall Cyclassics
3. místo Tre Valli Varesine
3. místo Paříž–Bourges
4. místo Coppa Ugo Agostoni
Evropské hry
5. místo silniční závod
6. místo Grosser Preis des Kantons Aargau
7. místo Coppa Bernocchi
10. místo Brussels Cycling Classic
2016
Národní šampionát
 vítěz silničního závodu
vítěz Gran Piemonte
vítěz Grosser Preis des Kantons Aargau
vítěz Coppa Bernocchi
Kolem Chorvatska
 vítěz bodovací soutěže
vítěz etap 1 a 3
Abú Dhabí Tour
vítěz 1. etapy
Giro d'Italia
 vítěz bodovací soutěže
Dubai Tour
2. místo celkově
3. místo EuroEyes Cyclassics
Mistrovství světa
5. místo silniční závod
6. místo Dwars door Vlaanderen
8. místo Bretagne Classic Ouest–France
2018
Vuelta a San Juan
vítěz 7. etapy
3. místo London–Surrey Classic
6. místo EuroEyes Cyclassics
9. místo Grand Prix Pino Cerami
2019
Vuelta a Burgos
vítěz 1. etapy
Kolem Slovinska
vítěz 5. etapy
Kolem Ománu
vítěz 6. etapy
3. místo EuroEyes Cyclassics
6. místo London–Surrey Classic
8. místo Primus Classic
8. místo Kampioenschap van Vlaanderen
9. místo Driedaagse Brugge–De Panne
2020
Mistrovství Evropy
 vítěz silničního závodu
Národní šampionát
 vítěz silničního závodu
Paříž–Nice
vítěz 2. etapy
Tour Down Under
vítěz 5. etapy
2. místo Kuurne–Brusel–Kuurne
2. místo Race Torquay
2. místo Circuito de Getxo
5. místo Milán – San Remo
6. místo Le Samyn
2021
vítěz Clásica de Almería
vítěz Circuito de Getxo
Giro d'Italia
vítěz 13. etapy
lídr  po etapách 5 a 6
2. místo Gent–Wevelgem
2. místo Gran Piemonte
4. místo Classic Brugge–De Panne
4. místo Grosser Preis des Kantons Aargau
8. místo Scheldeprijs
9. místo Primus Classic
10. místo Bretagne Classic
10. místo Grand Prix d'Isbergues
2022
Vuelta a Castilla y León
 vítěz bodovací soutěže
vítěz 1. etapy
2. místo Heistse Pijl
3. místo Trofeo Alcúdia – Port d'Alcúdia
3. místo Clásica de Almería
5. místo Kuurne–Brusel–Kuurne
5. místo Egmont Cycling Race
6. místo Elfstedenronde
7. místo Trofeo Playa de Palma
9. místo Ronde van Limburg
2023
vítěz Tro-Bro Léon
5. místo Clásica de Almería
7. místo Elfstedenronde
8. místo Antwerp Port Epic
10. místo Scheldeprijs
10. místo Circuit de Wallonie
10. místo Polynormande
10. místo Grote Prijs Jef Scherens

### Výsledky na Grand Tours
| Grand Tour      | 2012 | 2013 | 2014 | 2015 | 2016 | 2017 | 2018 | 2019 | 2020 | 2021 | 2022 |
| --------------- | ---- | ---- | ---- | ---- | ---- | ---- | ---- | ---- | ---- | ---- | ---- |
| Giro d'Italia   | 130  | 130  | 141  | 137  | 110  | DNF  | —    | DNF  | —    | DNF  | DNF  |
| Tour de France  | —    | —    | —    | —    | —    | —    | —    | DNF  | DNF  | —    | —    |
| Vuelta a España | —    | —    | —    | —    | —    | —    | 140  | —    | —    | —    | —    |

### Výsledky na klasikách
| Monument               | 2011                                   | 2012                                   | 2013                                   | 2014                                   | 2015                                   | 2016                                   | 2017                                   | 2018                                   | 2019                                   | 2020                                   | 2021                                   | 2022                                   | 2023                                   |
| ---------------------- | -------------------------------------- | -------------------------------------- | -------------------------------------- | -------------------------------------- | -------------------------------------- | -------------------------------------- | -------------------------------------- | -------------------------------------- | -------------------------------------- | -------------------------------------- | -------------------------------------- | -------------------------------------- | -------------------------------------- |
| Milán – San Remo       | —                                      | —                                      | DNF                                    | —                                      | 84                                     | 42                                     | —                                      | —                                      | 20                                     | 5                                      | 18                                     | 18                                     | —                                      |
| Kolem Flander          | DNF                                    | —                                      | —                                      | —                                      | —                                      | —                                      | —                                      | —                                      | —                                      | —                                      | DNF                                    | —                                      | —                                      |
| Paříž–Roubaix          | DNF                                    | DNF                                    | —                                      | —                                      | —                                      | —                                      | —                                      | —                                      | —                                      | NS                                     | DNF                                    | —                                      | —                                      |
| Lutych–Bastogne–Lutych | Nikdy se nezúčastnil během své kariéry | Nikdy se nezúčastnil během své kariéry | Nikdy se nezúčastnil během své kariéry | Nikdy se nezúčastnil během své kariéry | Nikdy se nezúčastnil během své kariéry | Nikdy se nezúčastnil během své kariéry | Nikdy se nezúčastnil během své kariéry | Nikdy se nezúčastnil během své kariéry | Nikdy se nezúčastnil během své kariéry | Nikdy se nezúčastnil během své kariéry | Nikdy se nezúčastnil během své kariéry | Nikdy se nezúčastnil během své kariéry | Nikdy se nezúčastnil během své kariéry |
| Giro di Lombardia      | —                                      | —                                      | —                                      | —                                      | DNF                                    | —                                      | —                                      | —                                      | —                                      | —                                      | —                                      | —                                      |                                        |
| Klasika                | 2011                                   | 2012                                   | 2013                                   | 2014                                   | 2015                                   | 2016                                   | 2017                                   | 2018                                   | 2019                                   | 2020                                   | 2021                                   | 2022                                   | 2023                                   |
| Kuurne–Brusel–Kuurne   | —                                      | —                                      | NS                                     | —                                      | —                                      | DNF                                    | —                                      | 22                                     | DNF                                    | 2                                      | —                                      | 5                                      | 41                                     |
| Gent–Wevelgem          | —                                      | DNF                                    | DNF                                    | —                                      | DNF                                    | 11                                     | —                                      | —                                      | DNF                                    | —                                      | 2                                      | —                                      | —                                      |
| Dwars door Vlaanderen  | —                                      | —                                      | DNF                                    | —                                      | DNF                                    | 6                                      | —                                      | —                                      | —                                      | NS                                     | 15                                     | —                                      | —                                      |
| Scheldeprijs           | 18                                     | 9                                      | —                                      | —                                      | —                                      | —                                      | —                                      | —                                      | —                                      | —                                      | 8                                      | —                                      | 10                                     |
| EuroEyes Cyclassics    | DNF                                    | 3                                      | 13                                     | 2                                      | 3                                      | 3                                      | —                                      | 6                                      | 3                                      | Nejelo se                              | Nejelo se                              | 65                                     |                                        |
| Bretagne Classic       | 5                                      | 7                                      | 2                                      | 9                                      | 31                                     | 8                                      | —                                      | —                                      | DNF                                    | —                                      | 10                                     | —                                      |                                        |

| —   | Nezúčastnil se |
| DNF | Nedokončil     |
| JS  | Jede se        |
| NS  | Nekonalo se    |